# Eric Stern (statsvetare)
Eric Kevin Stern, född 3 juni 1965 i USA, är en amerikansk statsvetare.

## Biografi
Stern avlade filosofie doktor-examen i statsvetenskap vid Stockholms universitet 2000. Han var vetenskaplig samordnare för Project Crisis Management Baltic Sea Area vid Utrikespolitiska institutet 1998–2000 och docent i statsvetenskap vid Uppsala universitet 2003–2008. Åren 2000–2016 var han verksam vid Försvarshögskolan: som docent i statsvetenskap 2000–2004, som tillförordnad professor i statsvetenskap 2004–2008, som chef för Nationellt centrum för krishanteringsstudier (Crismart) 2004–2011 och som professor i statsvetenskap 2008–2016. Stern är professor i statsvetenskap vid University at Albany inom State University of New York sedan 2016.
Eric Stern kallades till ledamot av Kungliga Krigsvetenskapsakademien 2022.